# Pallanuoto ai IX Giochi asiatici
Il IX torneo asiatico di pallanuoto è stato disputato nel novembre 1982 a Nuova Delhi, all'interno del programma dei IX Giochi asiatici.
Il torneo si è giocato in due fasi, una a gironi ed una ad eliminazione diretta. La nazionale cinese ha conquistato il suo secondo titolo continentale consecutivo.

## Fase preliminare

### Gruppo A
| Pos. | Squadra   | Pt | G | V | N | P | GF | GS | DR  |
| ---- | --------- | -- | - | - | - | - | -- | -- | --- |
| 1    | Cina      | 6  | 3 | 3 | 0 | 0 | 65 | 8  | +57 |
| 2    | India     | 4  | 3 | 2 | 0 | 1 | 40 | 32 | +8  |
| 3    | Kuwait    | 2  | 3 | 1 | 0 | 2 | 23 | 52 | -29 |
| 4    | Hong Kong | 0  | 3 | 0 | 0 | 3 | 11 | 47 | -36 |

| Gara | Data        | Partita | Partita | Partita   |
| ---- | ----------- | ------- | ------- | --------- |
| 1    | 20 novembre | Cina    | 25-2    | Kuwait    |
| 2    | 20 novembre | India   | 14-4    | Hong Kong |
| 3    | 21 novembre | Kuwait  | 13-3    | Hong Kong |
| 4    | 21 novembre | India   | 2-20    | Cina      |
| 5    | 22 novembre | Cina    | 20-4    | Hong Kong |
| 6    | 22 novembre | India   | 24-8    | Kuwait    |

### Gruppo B
| Pos. | Squadra    | Pt | G | V | N | P | GF | GS | DR  |
| ---- | ---------- | -- | - | - | - | - | -- | -- | --- |
| 1    | Giappone   | 6  | 3 | 3 | 0 | 0 | 70 | 7  | +63 |
| 2    | Singapore  | 4  | 3 | 2 | 0 | 1 | 57 | 23 | +34 |
| 3    | Algeria    | 2  | 3 | 1 | 0 | 2 | 17 | 60 | -43 |
| 4    | Bangladesh | 0  | 3 | 0 | 0 | 3 | 15 | 69 | -54 |

| Gara | Data        | Partita | Partita | Partita   |
| ---- | ----------- | ------- | ------- | --------- |
| 1    | 20 novembre | Cina    | 27-4    | Kuwait    |
| 2    | 20 novembre | India   | 33-0    | Hong Kong |
| 3    | 21 novembre | Kuwait  | 15-6    | Hong Kong |
| 4    | 21 novembre | India   | 12-11   | Cina      |
| 5    | 22 novembre | Cina    | 24-4    | Hong Kong |
| 6    | 22 novembre | India   | 22-1    | Kuwait    |

## Fase finale

### Tabellone 1º- 4º posto
|  | Semifinali | Semifinali | Semifinali |          |      | Finale          | Finale          | Finale          |  |
|  |            |            |            |          |      |                 |                 |                 |  |
|  | Cina       | Cina       | 25         |          |      |                 |                 |                 |  |
|  | Cina       | Cina       | 25         |          |      |                 |                 |                 |  |
|  | Singapore  | Singapore  | 5          |          |      |                 |                 |                 |  |
|  | Singapore  | Singapore  | 5          |          | Cina | Cina            | 11              |                 |  |
|  |            |            |            |          | Cina | Cina            | 11              |                 |  |
|  |            |            | Giappone   | Giappone | 10   |                 |                 |                 |  |
|  | Giappone   | Giappone   | Giappone   | Giappone | 10   | 22              |                 |                 |  |
|  | Giappone   | Giappone   |            |          |      | 22              |                 |                 |  |
|  | India      | India      | 11         |          |      | Finale 3º posto | Finale 3º posto | Finale 3º posto |  |
|  | India      | India      | 11         |          |      |                 |                 |                 |  |
|  |            |            |            |          |      |                 |                 |                 |  |
|  |            |            |            |          |      | Singapore       | Singapore       | 7               |  |
|  |            |            |            |          |      | Singapore       | Singapore       | 7               |  |
|  |            |            |            |          |      | India           | India           | 8               |  |

## Classifica finale
| Campione | Campione  | Campione |
| --- | --------- | --- |
| Cina Cai Shengliu, Cai Tianxiong, Chen Zhixiong, Deng Jun, Li Jianming, Li Jianxiong, Pan Shenghua, Qu Baowei, Song Weigang, Wang Minhui, Wang Xiaotian, Weng Tong, Zhao Bilong |           | |
| Pos. | Squadra   | Formazione |
| Argento | Giappone  | Etsuji Fujita, Toshio Fukumoto, Akira Hara, Daisuke Houki, Shingo Kai, Go Kimura, Kunihiro Makihashi, Mamoru Matsui, Masahiro Miyahara, Toshiyuki Miyahara, Yoshifumi Saito, Toshinao Shimizu, Narihito Taima |
| Bronzo | India     | Hanumant Barge, Arul Charles, Ramen Das, Sanjay Karandikar, Sushil Kohli, Joseph Kuok, Mahesh Mangani, Rahul Mitra, Utpal Mitra, Prabhakaran Nair, Ramgopal Narayanan, Kanai Roy, Gyan Singh                  |
| 4 | Singapore | |

## Fonti
- (EN) AASF - All Asian Games results (PDF), su asiaswimmingfederation.org. URL consultato il 15 marzo 2011 (archiviato dall'url originale l'11 agosto 2011).
- (EN) Todor66.com - Sport statistics Archive, su todor66.com.